# Campo de gás natural
Campo de gás natural é um depósito geológico com alto conteúdo de gás natural. Petróleo e gás natural são produzidos pelo mesmo processo geológico hipotético de formação de combustíveis fósseis: a decomposição anaeróbica da matéria orgânica em profundidade sob a superfície da Terra. Como conseqüência, petróleo e gás natural são frequentemente encontrados juntos. Normalmente, depósitos ricos em petróleo são conhecidos como campos de petróleo e depósitos ricos em gás natural são chamados de campos de gás natural.
Em geral, sedimentos orgânicos enterrados em profundidades de 1.000 m a 6.000 m (a temperaturas de 60 °C a 150 °C) geram óleo, enquanto sedimentos enterrados mais profundamente e a mais alta temperatura geram gás natural. Fonte mais profunda, mais "seca" do gás (isto é, quanto menor a proporção de condensados no gás). Devido a tanto petróleo e gás natural serem mais leves que a água, eles tendem a subir a partir de suas fontes até que seja infiltrado à superfície ou estão presos por uma camada não-permeável de rocha. Eles podem ser extraídos da armadilha por perfuração.